# Comuna Tîmonovîci, Semenivka
Tîmonovîci (în ucraineană Тимоновичі) este o comună în raionul Semenivka, regiunea Cernihiv, Ucraina, formată din satele Cervonîi Pahar, Ciornozem, Horodok, Kalînivske, Medvedivka, Tîmonovîci (reședința), Uleanivske și Zaricicea.

## Demografie
Componența lingvistică a comunei Tîmonovîci
     Ucraineană (71,97%)
     Rusă (27,67%)
     Alte limbi (0,28%)
Conform recensământului din 2001, majoritatea populației comunei Tîmonovîci era vorbitoare de ucraineană (71,97%), existând în minoritate și vorbitori de rusă (27,67%).